# Peter Mooney
Peter Mooney (Winnipeg, 19 agosto 1983) è un attore canadese.
È conosciuto per aver interpretato il ruolo di Nick Collins in  Rookie Blue.

## Biografia
Mooney è nato in Winnipeg. Si è laureato nel 2004 alla Scuola di Teatro Nazionale del Canada di Montréal per poi trasferirsi a Toronto.
Ha iniziato recitando al Teatro Manitoba in compagni giovanili. Ha poi preso parte alla serie televisiva Falcon Beach di Global Television e ABC Family nel ruolo del dottor Adrian Keeper (stagione 2006). Ha anche recitato in produzioni teatrali come Romeo e Giulietta, La tempesta, Misura per misura e La Capra o chi è Sylvia.
Ha sostituito Blake Bashoff nel ruolo di Moritz Stiefel nella tournée canadese di Risveglio di primavera ai primi di aprile 2009.
Nel 2009, Mooney ha interpretato il thriller canadese indipendente Summer's Moon nel ruolo di Tom Hoxey, a fianco dell'attrice di Twilight Ashley Greene, che interpreta Summer.
Il 21 novembre 2010 Starz lo ha scelto per interpretare Sir Kay nella serie televisiva  Camelot.
Nel 2015/2016 interpreta la parte del Dr.Jeremy Bishop nella IV stagione, inedita in Italia, di "Saving Hope"

## Filmografia

### Cinema
- Scalpers, regia di Adam Rodin (2000)
- The Artists, regia di Michael Lee-Chin (2006)
- Run Robot Run!, regia di Daniel O'Connor (2006)
- Summer's Moon,  regia di Lee Gordon Demarbre (2009)
- Family First, regia di Chris Hanratty – cortometraggio (2010)
- We Were Wolves, regia di Jordan Canning (2014)
- The Prodigy - Il figlio del male (The Prodigy), regia di Nicholas McCarthy (2019)
- Levels, regia di Adam Stern (2024)

### Televisione
- 2030 CE – serie TV, episodi 1x05-2x04 (2002-2003)
- The Murdoch Mysteries – serie TV, episodio 1x03 (2005)
- S.O.S. - La natura si scatena (Category 7: The End of the World) – miniserie TV, 2 episodi (2005)
- Absolution, regia di Holly Dale – film TV (2006)
- Falcon Beach – serie TV, 22 episodi (2006-2007)
- The Tower, regia di Davis Guggenheim – film TV (2009)
- ZOS: Zone of Separation – miniserie TV, 8 episodi (2009)
- Being Erica – serie TV, episodio 2x06 (2009)
- Un calendario molto speciale (12 Men of Christmas), regia di Arlene Sanford – film TV (2009)
- Harriet la spia: la guerra dei blog (Harriet The Spy: Blog Wars), regia di Ron Oliver – film TV (2010)
- I misteri di Murdoch (Murdoch Mysteries) – serie TV, episodio 3x08 (2010)
- CSI: Miami – serie TV, episodio 8x19 (2010)
- Shadow Island Mysteries – miniserie TV, 1 episodio (2010)
- Camelot – serie TV, 10 episodi (2011)
- Rookie Blue– serie TV, 48 episodi (2012-2015)
- Beauty and the Beast – serie TV, episodio 1x22 (2013)
- Heartland – serie TV, episodio 7x05 (2013)
- Heroes Reborn – miniserie TV, episodi 2-3-4 (2013)
- Saving Hope  serie TV, 13 episodi (2015-2017)
- Scommettiamo che mi sposi (Betting on the Bride), regia di Marita Grabiak – film TV (2017)
- Wynonna Earp – serie TV, episodio 3x03 (2018)
- Burden of Truth - serie TV, 34 episodi, (2018-2021)
- Un pappagallo tra le nuvole (Fly Away with Me) – film TV, regia di Marita Grabiak (2022)

## Doppiatori italiani
Nelle versioni in italiano delle opere in cui ha recitato, Peter Mooney è stato doppiato da:
- David Chevalier in The Prodigy - Il figlio del male
- Emanuele Ruzza in Un pappagallo tra le nuvole
- Edoardo Stoppacciaro in Burden of Truth
- Maurizio Di Girolamo in Rookie Blue
- Alessandro Rigotti in CSI: Miami
- Davide Lepore in Falcon Beach